# Newport (condado de Orleans, Vermont)
Newport es un pueblo ubicado en el condado de Orleans en el estado estadounidense de Vermont. En el año 2010 tenía una población de 1,594 habitantes y una densidad poblacional de 14 personas por km².

## Geografía
Newport se encuentra ubicado en las coordenadas 44°56′39″N 72°18′2″O / 44.94417, -72.30056.

## Demografía
Según la Oficina del Censo en 2000 los ingresos medios por hogar en la localidad eran de $34,758 y los ingresos medios por familia eran $43,828. Los hombres tenían unos ingresos medios de $28,063 frente a los $21,389 para las mujeres. La renta per cápita para la localidad era de $17,677. Alrededor del 12.7% de la población estaban por debajo del umbral de pobreza.